# The Chronological Classics: Oscar Pettiford 1954-1955
The Chronological Classics: Oscar Pettiford 1954-1955 è un album raccolta di Oscar Pettiford, pubblicato dalla Classics Records nel 2008.Il disco raccoglie brani registrati dal 1954 al 1955.

## Tracce
1. E Lag – 2:32 (Gerry Mulligan) – Registrato il 21 marzo 1954 a New York
2. Rhumblues – 4:26 (Leonard Feather) – Registrato il 21 marzo 1954 a New York
3. Sextette – 2:53 (Gerry Mulligan) – Registrato (circa) settembre 1954 a New York
4. Edge of Love – 2:20 (Goode, Baker, Ables) – Registrato (circa) settembre 1954 a New York
5. Cable Car – 2:17 (Oscar Pettiford) – Registrato (circa) settembre 1954 a New York
6. Trictatism – 2:36 (Oscar Pettiford) – Registrato (circa) settembre 1954 a New York
7. Rides Again – 2:29 (Oscar Pettiford) – Registrato (circa) settembre 1954 a New York
8. The Golden Touch – 2:22 (Jones) – Registrato (circa) settembre 1954 a New York
9. Jack the Bear – 3:14 (Duke Ellington) – Registrato il 17 dicembre 1954 a New York
10. Tamalpais – 3:32 (Oscar Pettiford) – Registrato il 17 dicembre 1954 a New York
11. Chuckles – 2:41 (Clark Terry) – Registrato il 17 dicembre 1954 a New York
12. Mood Indigo – 2:55 (Ellington, Mills, Bigard) – Registrato il 17 dicembre 1954 a New York
13. Time on My Hands – 3:09 (Youmans, Adamson, Gordon) – Registrato il 17 dicembre 1954 a New York
14. Swing Until the Girls Come Home – 3:53 (Oscar Pettiford) – Registrato il 17 dicembre 1954 a New York
15. Titoro – 3:19 (Billy Taylor) – Registrato il 12 agosto 1955 a New York
16. Scorpio – 3:43 (Mary Lou Williams) – Registrato il 12 agosto 1955 a New York
17. Oscalypso – 2:05 (Oscar Pettiford) – Registrato il 12 agosto 1955 a New York
18. Another One – 4:08 (Quincy Jones) – Registrato il 12 agosto 1955 a New York
19. Bohemia After Dark – 5:32 (Oscar Pettiford) – Registrato il 12 agosto 1955 a New York
20. Stardust – 3:29 (Carmichael, Parish) – Registrato il 12 agosto 1955 a New York
21. Don't Squawk – 4:14 (Oscar Pettifrod) – Registrato il 12 agosto 1955 a New York
22. Minor Seventh Heaven – 3:55 (Osie Johnson) – Registrato il 12 agosto 1955 a New York
23. Kamman's A-Coming – 5:07 (Oscar Pettiford) – Registrato il 12 agosto 1955 a New York

## Musicisti
Brani 1 e 2
- Oscar Pettiford - contrabbasso, violoncello
- Al Cohn - sassofono tenore
- Kai Winding - trombone
- Henri Renaud - pianoforte
- Tal Farlow - chitarra
- Max Roach - batteria

Brani 3, 4, 5, 6, 7 e 8
- Oscar Pettiford - contrabbasso, violoncello
- Charlie Rouse - sassofono tenore
- Duke Jordan - pianoforte
- Julius Watkins - corno francese
- Ron Jefferson - batteria

Brani 9, 10, 11, 12, 13 e 14
- Oscar Pettiford - contrabbasso, violoncello
- Clark Terry - tromba
- Joe Wilder - tromba
- Jimmy Cleveland - trombone
- Dave Schildkraut - sassofono alto
- Jimmy Hamilton - sassofono tenore
- Danny Banks - sassofono baritono
- Earl Knight - pianoforte
- Osie Johnson - batteria

Brani 15, 16, 17, 18, 19, 20, 21, 22 e 23
- Oscar Pettiford - contrabbasso, violoncello
- Donald Byrd - tromba
- Ernie Royal - tromba
- Bob Brookmeyer - trombone
- Jerome Richardson - flauto, sassofono tenore
- Gigi Gryce - sassofono alto
- Don Abney - pianoforte
- Osie Johnson - batteria